# Elia Lewita

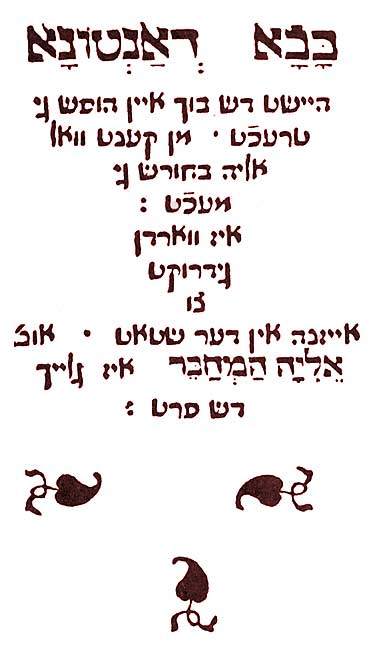
Strona tytułowa pierwszego wydania powieści Bowa d’Antona, 1541

Elia Lewita (ur. 1468  lub 1469, zm. 1549) – hebrajski pisarz, filolog i leksykograf, tworzący także w jidysz.
Urodził się w Neustadt an der Aisch  lub Ipsheim, większość życia spędził we Włoszech (Padwie, Wenecji i Rzymie). Był jednym z pierwszych nowoczesnych krytyków tekstu Starego Testamentu. Pisał traktaty o hebrajskiej gramatyce oraz przekłady biblijne; z nich zachowało się tylko, wiele razy przedrukowywane, tłumaczenie psalmów na jidysz z 1545.
Tworzył również adaptacje popularnych włoskich powieści na jidysz, z których do czasów obecnych zachowało się tylko Bowa d’Antona z 1507 r. (zwana także Bowe-buch, oparta na włoskiej wersji angielskiego romansu Bevis of Hampton)  – dowcipna i pełna wdzięku powieść. Zachowały się ponadto (z obszernej twórczości w jidysz) dwa paszkwile.